# Elaeocarpus amoenus
Elaeocarpus amoenus là một loài thực vật có hoa trong họ Côm. Loài này được Thwaites mô tả khoa học đầu tiên năm 1858.